# Plectroninia radiata
Plectroninia radiata is een sponssoort in de taxonomische indeling van de kalksponzen (Calcarea). De spons leeft in de zee en zijn steencel bestaat uit calciumcarbonaat.
De spons behoort tot het geslacht Plectroninia en behoort tot de familie Minchinellidae. De wetenschappelijke naam van de soort werd voor het eerst geldig gepubliceerd in 1967 door Vacelet.